# شركة التأمين الوطنية (فلسطين)
شركة التأمين الوطنية هي أول شركة تأمين في فلسطين، تأسست في عام 1992 وبدأت عملها في الأول من مارس 1993. أنشأ الشركة مجموعة من رجال الأعمال الفلسطينيين وأصحاب الخبرة في مرحلة مبكرة من التطورات السياسية والاقتصادية، حيث حددوا هدفًا واضحًا لجعل التأمين الوطني صرحًا اقتصاديًا مبنيًا على رأسمال وطني ومعتمدًا على خبرات أبناء الوطن الذين اكتسبوا تجربة ثرية من خلال سنوات العمل في الخارج.

## الخدمات التأمينية
تقدم خدمات تأمين متنوعة تشمل تأمين السيارات بجميع أنواعه: الإلزامي الذي يغطي الإصابات الجسدية الناتجة عن الحوادث للسائق، الركاب، والمارة، وتأمين الطرف الثالث الذي يغطي الأضرار المادية لمركبات الغير، والتأمين الشامل الذي يغطي أضرار مركبة المؤمن. كما توفر تأمين صحي للأفراد والشركات بتغطية تصل إلى 100% من قيمة الكشفيات، الأدوية، الفواتير الطبية، العمليات، والإقامة في المشفى عبر شبكة طبية واسعة. في تأمين السفر، تغطي الشركة فقدان حقائب السفر، تأخرها، إلغاء الرحلة، والحالات الطبية الطارئة بأسعار تبدأ من 10 دولارات. وتشمل التأمينات العامة الأخرى تأمين الحوادث الشخصية، المنازل، الحياة للأفراد، وتأمين العمال، المسؤولية المدنية، الحريق والسرقة، النقل البري والبحري، مسؤولية المنتج، خيانة الأمانة، وجميع أخطار المقاولين للشركات. كما توفر حزم تأمينية متخصصة لرواد الأعمال وأصحاب المحال التجارية، وللعيادات والمراكز الطبية والمختبرات لتوفير حماية شاملة للطبيب والمركز والزائر. وفي عام 2023، أطلقت الشركة خدمة مميزة جعلتها الأولى والوحيدة في فلسطين التي توفر تغطية تأمينية ضد اعتداءات المستوطنين والأعمال العسكرية لجيش الاحتلال. وتعمل الشركة على تطوير منتجات تأمينية تلبي احتياجات الأفراد والشركات، وتحسين تجربة العملاء باستخدام التكنولوجيا لتسهيل عمليات التأمين والتجديد والتعويض. كما تسعى لزيادة كفاءة قنوات البيع، وتعزيز الأداء المالي، ودمج التكنولوجيا الرقمية في كافة مجالات العمل لزيادة الإنتاجية، وتقليل التكاليف للحفاظ على قوتها المالية.